# Joyce Bryant
Joyce Bryant (14 de octubre de 1927 – 20 de noviembre de 2022) fue una cantante, bailarina y activista por los derechos civiles estadounidense que alcanzó la fama a finales de la década de 1940 y principios de la de 1950 como artista de teatro y clubes nocturnos. Con su característico cabello plateado y sus ajustados vestidos de sirena, se convirtió en uno de los primeros símbolos sexuales afroamericanos, ganándose apodos como "La rubia explosiva de bronce", "La Marilyn Monroe negra", "La belter" y "La voz que siempre recordarás".
Bryant abandonó la industria en 1955, en el apogeo de su popularidad, para dedicarse a la Iglesia Adventista del Séptimo Día. Una década más tarde, regresó al mundo del espectáculo como cantante clásica y más tarde se convirtió en profesora de canto.

## Primeros años
Joyce Bryant, la tercera de ocho hermanos, nació en Oakland, California, y se crió en San Francisco. Su padre, Whitfield W. Bryant (1904–1993), trabajaba como chef para la Southern Pacific Railroad. Su madre, Dorthy Constance Withers (de soltera; 1907–1995), era una devota adventista del séptimo día. Su abuelo materno, Frank Withers (nacido Frank Douglas Withers; 1880–1952), fue uno de los primeros trombonistas de jazz. Bryant, una niña tranquila criada en un hogar estricto, tenía la ambición de convertirse en profesora de sociología.
Bryant se fugó a los 14 años, pero el matrimonio terminó esa misma noche. En 1946, mientras visitaba a unos primos en Los Ángeles, aceptó el reto de participar en un karaoke improvisado en un club local. "Al cabo de un rato," contó Bryant en una entrevista para Jet en 1955, "me di cuenta de que era la única que cantaba. Unos minutos más tarde, el dueño del club me ofreció 25 dólares por subir al escenario, y acepté porque [necesitaba el dinero] para volver a casa."

## Carrera

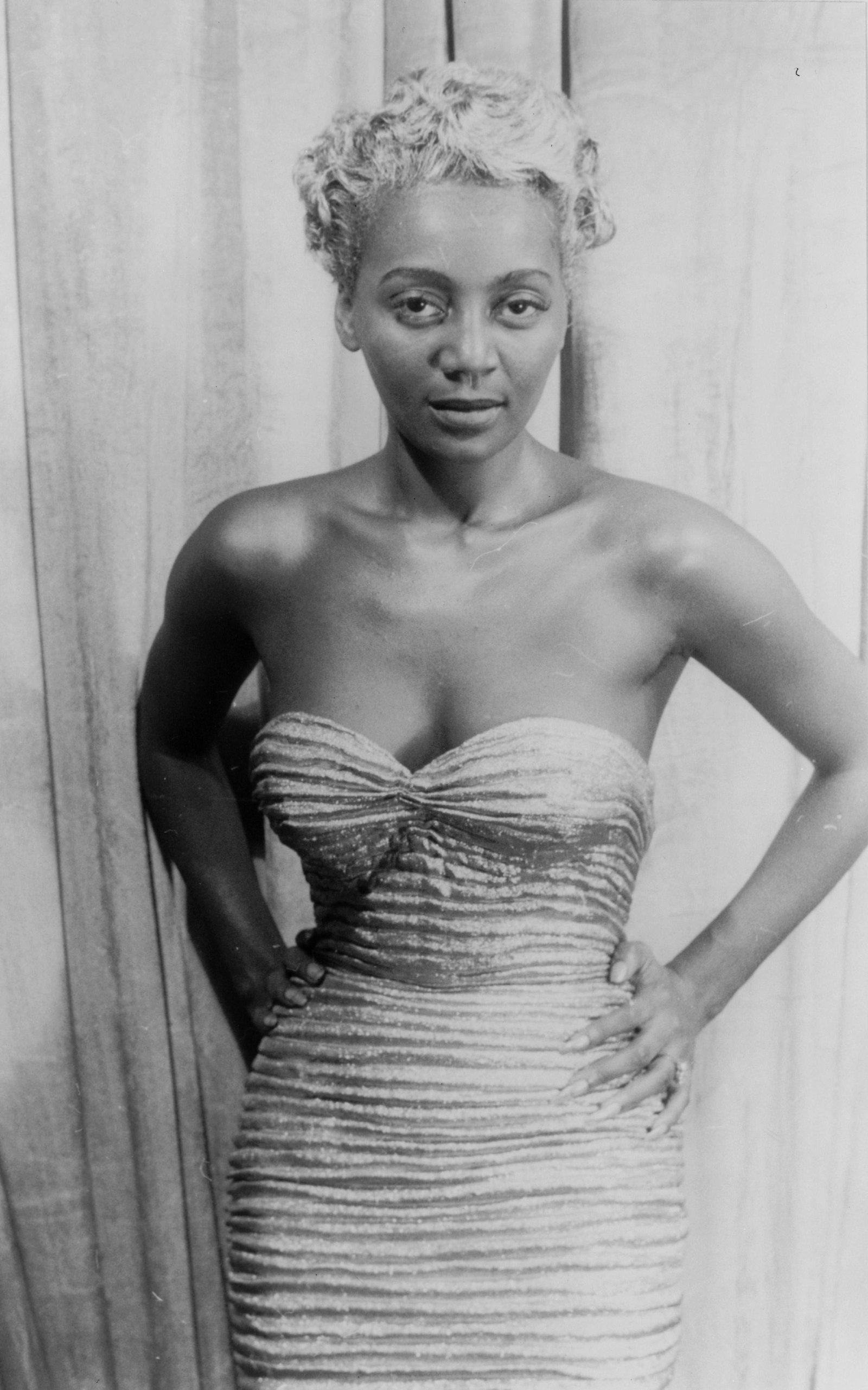
Joyce Bryant, c. 1953

A finales de la década de 1940, Bryant había ido consiguiendo poco a poco una serie de actuaciones regulares, desde un contrato de 400 dólares semanales en el club nocturno La Martinique de Nueva York hasta una gira de 118 espectáculos por el circuito de hoteles de las montañas Catskill. Su reputación y su perfil crecieron hasta tal punto que una noche actuó en el mismo cartel que Josephine Baker. Para no quedarse atrás, Bryant se tiñó el pelo de plata con pintura para radiadores y actuó con un vestido ajustado plateado y un abrigo de visón plateado hasta los pies. Bryant recordó que, cuando salió al escenario, "lo paré todo!" El pelo plateado de Bryant y sus ajustados vestidos de sirena sin espalda y con escote pronunciado se convirtieron en su imagen característica y, combinados con su voz de cuatro octavas, elevaron aún más su estatus hasta convertirla en una de las principales estrellas de principios de la década de 1950, momento en el que se la conocía con apodos como "la rubia explosiva de bronce", "la Marilyn Monroe negra", "La Belter" y "La voz que siempre recordarás". Etta James señaló en su autobiografía de 2003, Rage to Survive: The Etta James Story: "No quería parecer inocente. Quería parecerme a Joyce Bryant. [...] Me encantaba. Pensaba que Joyce era valiente y copié su estilo: descarado e independiente."
A partir de 1952, Bryant lanzó una serie de discos para Okeh, entre los que se incluyen "A Shoulder to Weep On", "After You've Gone", y "Farewell to Love". Dos de sus temas más conocidos, "Love for Sale" y "Drunk with Love," fueron prohibidos en la radio por sus letras provocativas. Tras el lanzamiento de "Runnin' Wild" dos años más tarde, Jet señaló que la canción era la "primera de Bryant en ser aprobada por los censores de las emisoras de radio CBS y NBC, que habían prohibido tres grabaciones anteriores por ser demasiado sensuales." Bryant comentó en 1980: "Qué ironía que mi mayor éxito fuera 'Love for Sale'. Fue prohibida en Boston y, más tarde, en casi todas partes."
Bryant, que a menudo se enfrentaba a la discriminación y se pronunciaba abiertamente sobre cuestiones de desigualdad racial, se convirtió en 1952 en la primera artista negra en actuar en un hotel de Miami Beach, desafiando las amenazas del Ku Klux Klan, que había quemado su efigie.
Bryant criticaba las prácticas de discriminación racial en los clubes nocturnos y hoteles, y abogaba por que los artistas lucharan como grupo contra las leyes Jim Crow.
En 1954, se convirtió en una de las primeras cantantes negras en actuar en el Casino Royal de Washington D. C., donde dijo que había oído hablar tanto de la segregación que se practicaba allí que le sorprendió ver a tantos afroamericanos en el club del centro de la ciudad. "Fue muy emocionante," dijo, "verlos entrar y ser tratados con tanta cortesía por la dirección."
Una revista Life de 1953 mostraba a Bryant en poses provocativas, que según el historiador y autor cinematográfico Donald Bogle eran "del tipo que los lectores rara vez veían en las diosas blancas." Al año siguiente, Bryant, junto con Lena Horne, Hilda Simms, Eartha Kitt y Dorothy Dandridge – fue nombrada en un número de Ebony como una de las cinco mujeres negras más bellas del mundo.

## Salida y regreso al mundo del espectáculo
Bryant ganaba hasta 3500 dólares por actuación a principios de la década de 1950, pero se había cansado de la industria. La pintura plateada le había dañado el cabello, no le gustaba trabajar los sábados y se sentía incómoda con su imagen. "La religión siempre ha formado parte de mí," dijo. "Y lo que hacía era muy pecaminoso: ser muy sexy, con vestidos ajustados y escotados." También recordaba: 'Tenía la garganta muy mal y hacía ocho actuaciones al día [...] Trajeron a un médico para que me ayudara y me dijo: 'Puedo rociarte la garganta con cocaína y eso solucionará el problema, pero te volverás adicta.' Entonces oí a mi mánager decir: 'No me importa lo que hagas, pero haz que cante!'" Además, Bryant odiaba a los hombres, a menudo gánsteres, que frecuentaban los clubes en los que trabajaba. Una vez la golpearon en su camerino después de rechazar las insinuaciones de un hombre. Su desencanto con las subculturas de las drogas y los gánsteres, combinado con las presiones de su representante, llevó a Bryant a dejar de actuar a finales de 1955.
Bryant se dedicó a la Iglesia Adventista del Séptimo Día y se matriculó en el Oakwood College de Huntsville, Alabama. Ebony publicó un artículo en su número de mayo de 1956 titulado "The New World of Joyce Bryant: Former Café Singer Gives Up $200,000-a-year Career to Learn to Serve God".  Tras viajar durante años por el sur, Bryant se enfadó al ver que los hospitales rechazaban atender a personas en situación crítica por ser negras. Como resultado, organizó recaudaciones de fondos para que los negros pudieran comprar comida, ropa y medicinas, y siguió dando conciertos —con su cabello negro natural y sin maquillaje — para recaudar dinero para su iglesia.
Bryant se reunía con frecuencia con Martin Luther King Jr. – admirador de su canto – para apoyar sus esfuerzos por llevar comodidades materiales básicas a los negros. Bryant creía que la lucha por los derechos civiles era la lucha de todas las personas que creían en Dios, pero cuando se enfrentó a su iglesia y le pidió que se posicionara contra la discriminación, esta se negó con el argumento de que "se trata de asuntos terrenales y, por lo tanto, no tienen importancia espiritual."
Desilusionada, Bryant volvió al mundo del espectáculo en la década de 1960 y se formó con el profesor de canto Frederick Wilkerson en la Universidad Howard, lo que le valió un contrato con la New York City Opera. También realizó giras internacionales con las compañías de ópera italiana, francesa y vienesa. En la década de 1980 volvió a dedicarse al jazz y comenzó su carrera como profesora de canto, con clientes como Jennifer Holliday, Phyllis Hyman y Raquel Welch. Se está preparando un documental titulado Joyce Bryant: The Lost Diva.

## Vida personal y muerte
Bryant murió por complicaciones de la enfermedad de Alzheimer en Los Ángeles el 20 de noviembre de 2022, a los 95 años.